# Oléron
Oléron je ostrov na západním (atlantickém) pobřeží Francie, naproti ústí řek Charente a Seudre, severně od ústí řeky Garonny. Patří do départementu Charente-Maritime a do regionu Nová Akvitánie. Na ploše asi 174 km² žije přes 21 000 obyvatel. Po Korsice je druhým největším ostrovem metropolitní Francie. Ostrov s rozsáhlými plážemi, zajímavou přírodou a velmi slunečným podnebím je oblíbeným turistickým cílem. Je nazýván „ostrov světla“ a má až 2200 slunečných hodin za rok. Od roku 1966 je ostrov spojen s pevninou silničním mostem o délce přes 3 km. V chráněném moři mezi ostrovem a pevninou se pěstují ústřice. Významný je také rybolov, v okolním moři žijí platýsi a rejnoci.
Podle nálezů v lokalitě Ponthézière byl ostrov osídlen již v neolitu. Plinius starší ostrov zmiňuje pod názvem Uliaros. Ve 12. století zde byl vydán námořní zákoník Rôles d'Oléron. Po francouzské revoluci byl nakrátko přejmenován na Île-de-la-Liberté. V roce 1836 byl postaven maják Phare de Chassiron. Na ostrově pobývali spisovatelé Pierre Loti a Maurice Renard. Za druhé světové války byl Oléron součástí Atlantického valu a Němci ho drželi až do dubna 1945. Bruno Podalydès zde roku 2001 natočil film Liberté-Oléron.
Díky Golfskému proudu má ostrov podnebí blízké středomořskému. Rostou zde oleandry, mimózy, cisty, olivovníky a tamaryšky. Na ostrově se pěstuje zelenina a vinná réva, z níž se dělá fortifikované víno Pineau des Charentes. V jižní části ostrova se nachází borový les Forêt de Saint-Trojan, který byl vysázen počátkem devatenáctého století.

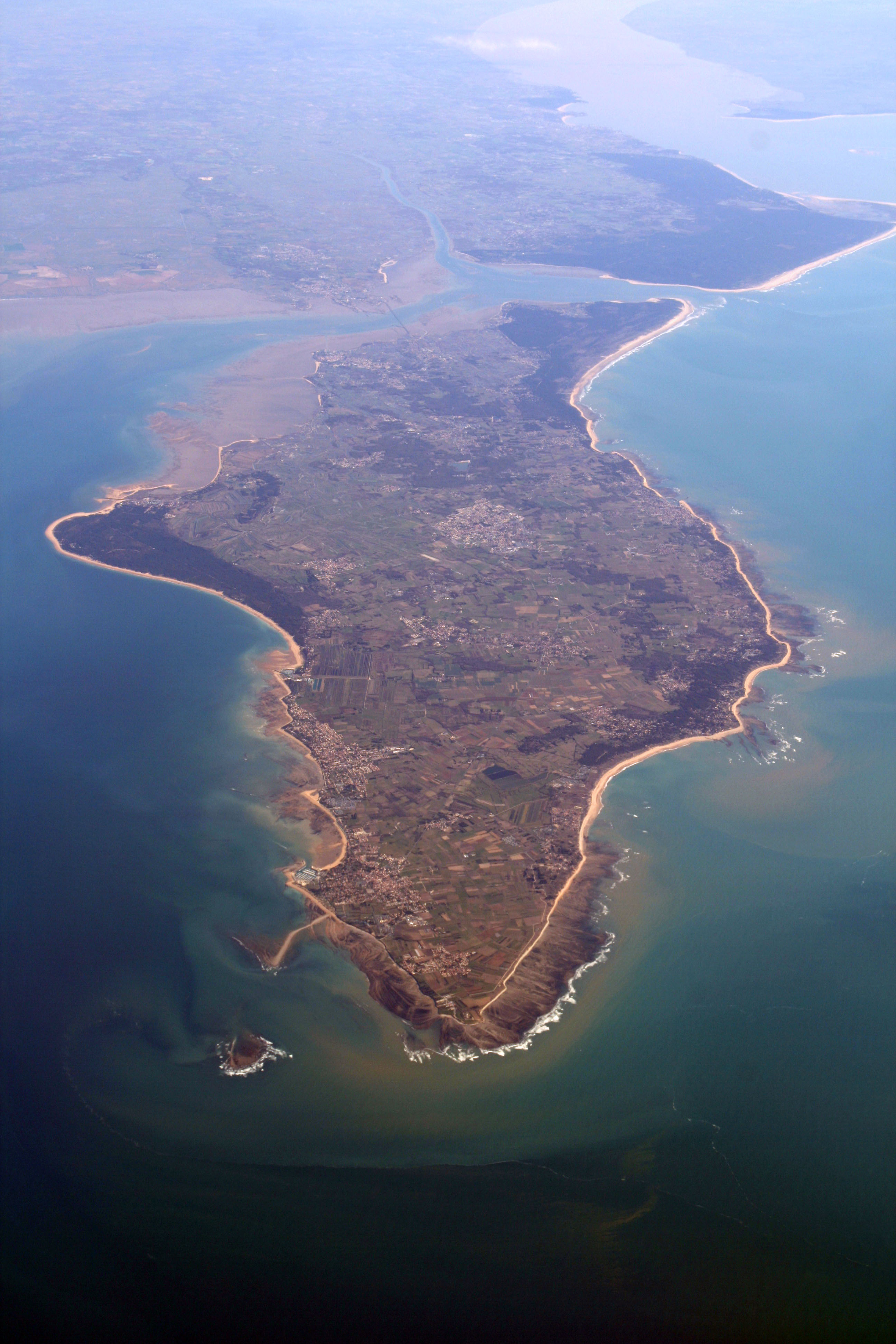
Letecký pohled na ostrov
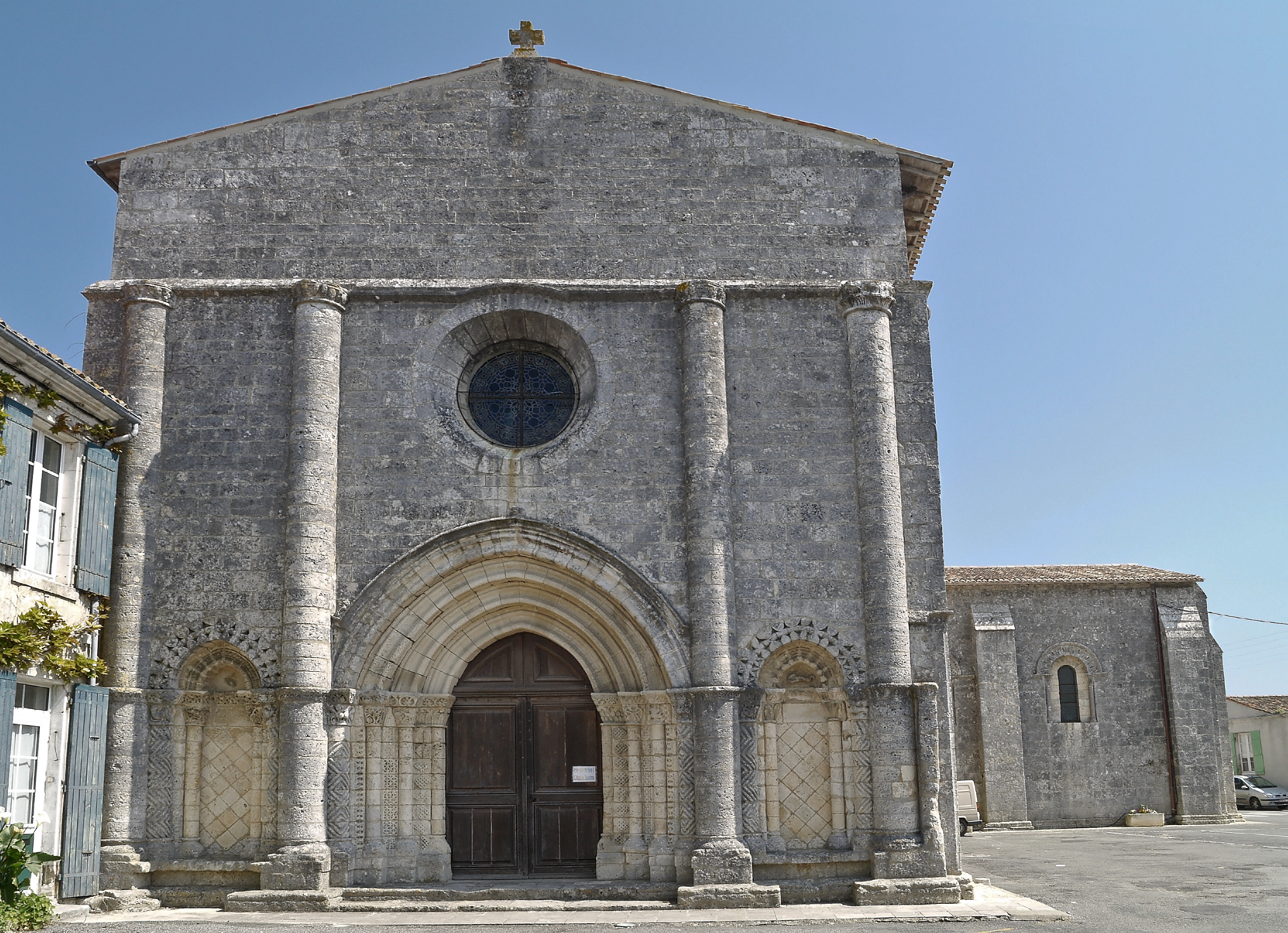
Kostel sv. Jiří, St-Georges-d’Oléron
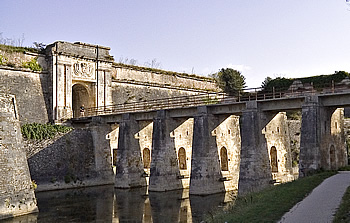
Brána citadely na ostrově Oléron
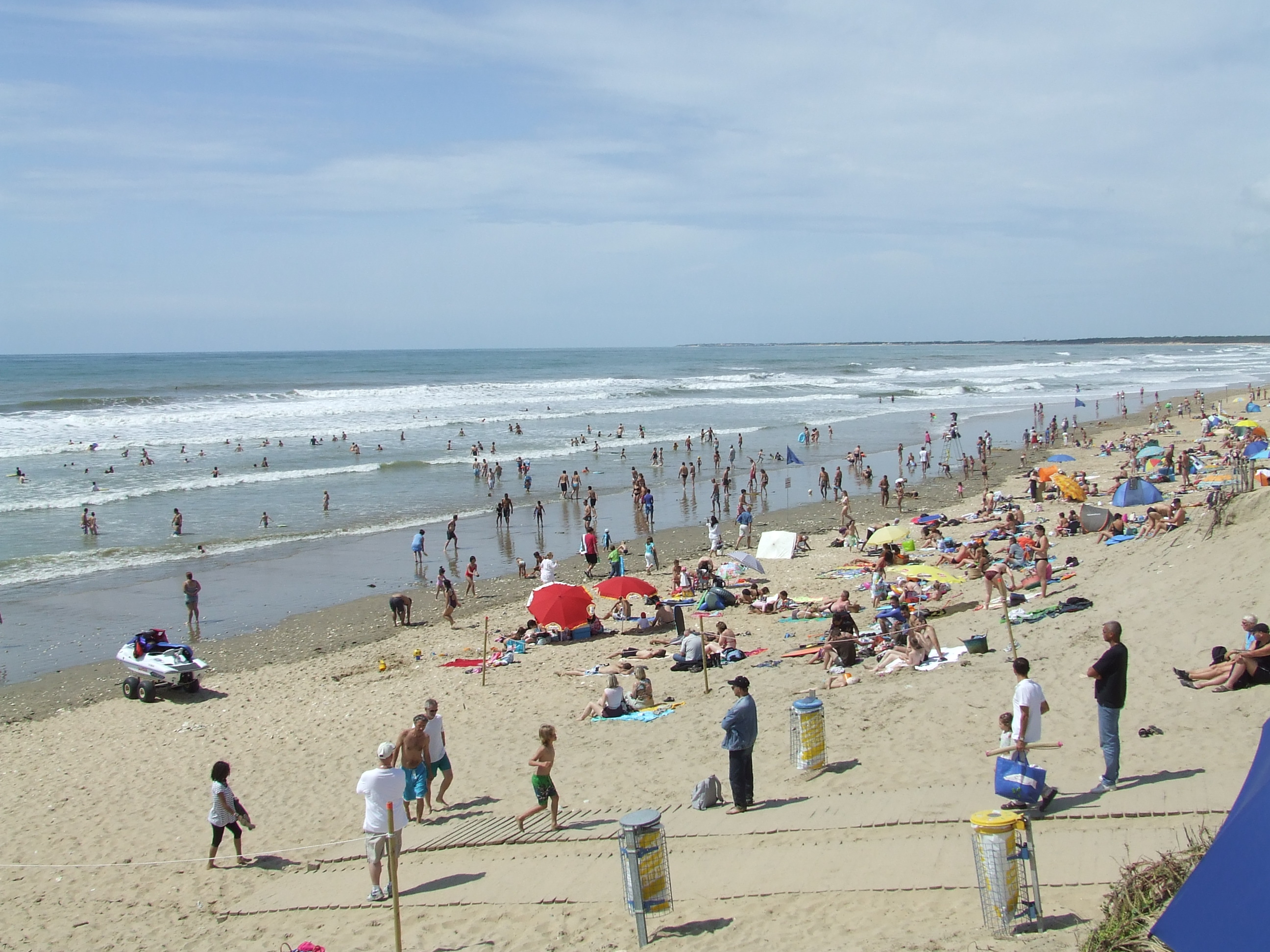
Velká pláž u obce Grand-Village-Plage